# Josef von Neupauer
Josef von Neupauer (15. dubna 1806 Štýrský Hradec – 8. července 1902 zámek Schwarzenegg) byl rakouský politik německé národnosti ze Štýrska, v 60. letech 19. století poslanec Říšské rady.

## Biografie
Roku 1832 byl na Univerzitě ve Štýrském Hradci promován na doktora. Po smrti otce převzal správu statku Schwarzenegg. Po téměř 70 let zasedal ve vedení Štýrské spořitelny a po 36 let byl jejím ředitelem. Do výboru spořitelny byl poprvé zvolen koncem roku 1834. Roku 1844 se stal kurátorem spořitelny, 6. února 1858 usedl do čela správní rady a od roku 1872 byl prezidentem tohoto finančního ústavu. Získal Řád Františka Josefa a Řád železné koruny. Roku 1883 byl povýšen na svobodného pána (barona).
V době svého působení v parlamentu je uváděn jako šlechtic Dr. Josef von Neupauer, statkář ve Štýrském Hradci.
Počátkem 60. let se zapojil do vysoké politiky. V zemských volbách v roce 1861 byl zvolen na Štýrský zemský sněm za kurii velkostatkářskou. Působil také coby poslanec Říšské rady (celostátního parlamentu Rakouského císařství), kam ho delegoval Štýrský zemský sněm roku 1861 (Říšská rada tehdy ještě byla volena nepřímo, coby sbor delegátů zemských sněmů). 27. května 1861 složil slib.
Na zemském sněmu působil jako předák velkostatkářů a po jistou dobu by náměstkem zemského hejtmana (předsedy sněmu) Moritze von Kaiserfelda. Poslancem zemského sněmu byl až do roku 1890. Patřil ke Straně ústavověrného velkostatku.
Zemřel ve vysokém věku v červenci 1902 na zámku Schwarzenegg u Wildonu.